# Anna Morin
Anna Morin, född 1967, är en svensk före detta speedskiåkare som var aktiv under 1990-talet.
Morin blev svensk mästare tre år i rad; 1994, 1995 och 1996. Hon deltog i olympiska vinterspelen 1992 i Albertville, då speedskiing var en demonstrationssport. I de tävlingarna slutade hon fyra, knappt en km/h från tredjeplatsen. Under de olympiska tävlingarna uppnådde Morin som första svensk kvinna en hastighet över 200 km/h, hennes hastighet var 209,790 km/h. Under världsmästerskapen 1997 vann Morin guld.